# Минхвајлер ан дер Родалб
Минхвајлер ан дер Родалб (њем. Münchweiler an der Rodalb) општина је у њемачкој савезној држави Рајна-Палатинат. Једно је од 84 општинска средишта округа Југозападни Палатинат. Према процјени из 2010. у општини је живјело 2.949 становника. Посједује регионалну шифру (AGS) 7340032.

## Географски и демографски подаци
Минхвајлер ан дер Родалб се налази у савезној држави Рајна-Палатинат у округу Југозападни Палатинат. Општина се налази на надморској висини од 296 метара. Површина општине износи 27,2 km². У самом мјесту је, према процјени из 2010. године, живјело 2.949 становника. Просјечна густина становништва износи 108 становника/km².